# Brunsås
Brunsås, även kallad brun sås, steksås och brun grundsås, är sås gjord på steksky och/eller mörk buljong och kryddor. Den kan utöver det smaksättas med exempelvis tomat och vin. Såsen reds normalt med vetemjöl eller maizena. Brunsås utgör vanligtvis grund till andra såser, till exempel gräddsås, grönpepparsås och jägarsås.
Brunsåsen förknippas ofta med det svenska köket, särskilt som tillbehör till svenska köttbullar. Den kan även serveras till maträtter som stek, järpar, kåldolmar, köttfärslimpa och schnitzel. Brunsåsen var särskilt vanlig under 1970-talet som en del av den så kallade bruna maten. Under brunsåsens storhetstid brukade den även serveras till stekt fisk.
En föregångare till den svenska brunsåsen anses vara den franska motsvarigheten espagnole.
Brunsås säljs även som pulvermix för tillagning med vätska. Den är ofta färgad med sockerkulör.
Brunsåsen uppmärksammades i SVT:s programserie Landet Brunsås.